# John Holland Rose

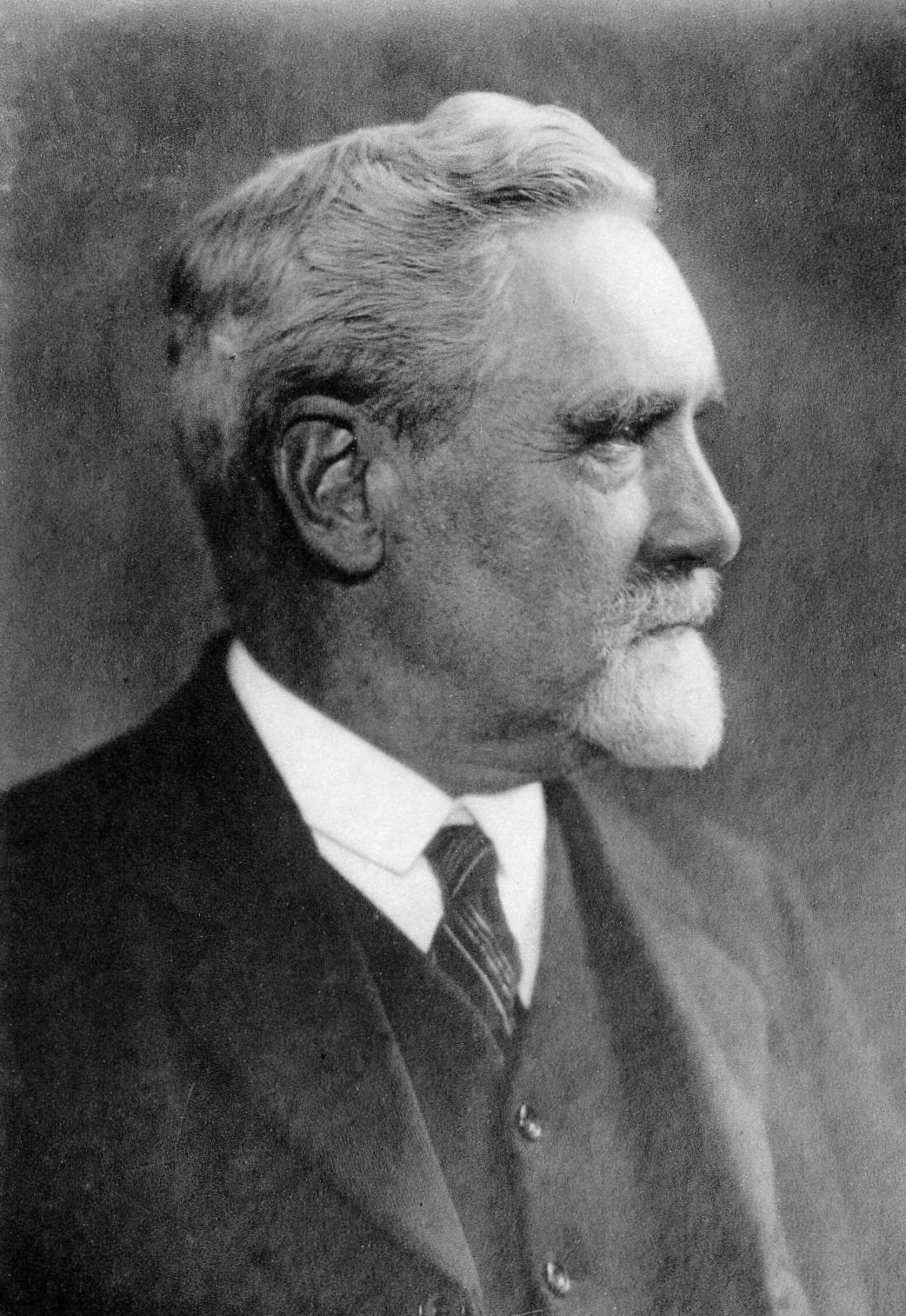
John Holland Rose

John Holland Rose (* 28. Juni 1855 in Bedford; † 3. März 1942 in Cambridge) war ein britischer Neuzeithistoriker, der sich vor allem mit der Napoleonischen Zeit befasste.

## Leben
Rose studierte am Owen’s College in Manchester (bei Adolphus William Ward) und an der University of Cambridge (Christ's College, dessen Fellow er 1911 wurde), wo er ab 1876 Classics studierte. 1880 heiratete er Rose Haddon, mit der er drei Kinder hatte. Nach dem Studium war er Lehrer und schloss sich dann dem Extension Work der Universitäten Cambridge und London an. Dafür musste er weit reisen. Er war ein populärer und enthusiastischer Vortragsredner, was sich auch später in der Zeit des Ersten Weltkriegs zeigte. Von 1911 bis 1919 war er Reader in Neuzeitgeschichte an der Universität Cambridge (ein Posten der extra für ihn geschaffen wurde) und von 1919 bis zu seiner Emeritierung 1933 der erste Vere Harmsworth Professor of Naval History in Cambridge.
Von ihm stammen Biographien von William Pitt dem Jüngeren und Napoleon Bonaparte. Seine zweibändige Napoleon-Biographie von 1901 etablierte seinen Ruf als führender britischer Historiker dieser Zeit und brachte ihm einen Ehrendoktor der Universität Cambridge (DLitt 1903). Auch seine Pitt Biographie löste die von Lord Stanhope von 1861/62 als Standardwerk ab. Er veröffentlichte auch Bücher über die Geschichte der europäischen Staaten im 19. Jahrhundert, Marine- und Kolonialgeschichte (nach dem Ersten Weltkrieg) und über die Vorgeschichte des Ersten Weltkriegs. Er war als Historiker ein Pionier extensiver Archivstudien im Public Record Office und anderen Archiven.
Im Ersten Weltkrieg gehörte er zunächst im August 1914 zu den 81 Unterzeichnern an der Universität Cambridge von Gegnern des Kriegs mit dem Deutschen Reich, was sich aber nach der Invasion Belgiens änderte. Im Lauf des Krieges war er durch Vorträge und Schriften einer der profiliertesten Befürworter der britischen Kriegsanstrengungen. Er zog dabei Parallelen zwischen – so seine Sicht – dem Hegemoniestreben Deutschlands in Europa und dem von Napoleon, wobei die Rolle Englands in der Aufrechterhaltung des Kräftegleichgewichts in Europa läge. Dabei war ihm durchaus seine Rolle als Propagandist bewusst. Er behielt die deutsche Kultur in hohem Ansehen und plante eine Geschichte der englisch-preußischen Beziehungen von 1756 bis 1871, was aber nicht realisiert wurde. 1918 beriet er auf Einladung von David Lloyd George das Phillimore Committee bezüglich historischer Vorbilder (mit A. F. Pollard und Julian Corbett) für eine Liga der Nationen. Er war der Idee des britischen Empire verhaftet und stiftete 1932 ein Studentenstipendium für die Erforschung von dessen Geschichte.
Er war ab 1933 Fellow der British Academy. Rose war Ehrendoktor der Universitäten Warschau, Manchester, Massachusetts at Amherst und Nebraska.
Rose war das Vorbild für den Cambridge-Professor M. H. L. Gay in Strangers and Brothers von C. P. Snow.

## Schriften (Auswahl)
- A Century of Continental History, 1780–1880, London: E. Stanford, 1891, 2. Auflage 1906
- The Revolutionary and Napoleonic Era, 1789–1815, Cambridge University Press, 1894, 1904, 1919, 1925
- The Rise of Democracy, London: Blackie and Son, 1897, 1904, 1912
- The Rise and Growth of Democracy in Great Britain, Chicago: Stone, 1898
- The Life of Napoleon I, 2 Bände, 1901 (Online, Band 1), 11. Auflage 1931
  - Deutsche Ausgabe Greiner und Pfeiffer 1906, eine gekürzte Fassung veröffentlichte er 1928 in der Six Penny Library von Benn.
- Napoleonic Studies, London: G. Bell, 1904, 1914
- Select Despatches from the British Foreign Office Archives, Relating to the Formation of the Third Coalition Against France, 1804–1805, London: Royal Historical Society, 1904
- The Development of the European Nations; 1870–1921, 1905, 6. Auflage, New York, London: G.P. Putnam's Sons 1922
- mit Alexander Meyrick Broadley: Dumouriez and the Defence of England Against Napoleon, London: J. Lane, 1908 (Digitalisat).
- William Pitt and National Revival, London: G. Bell and Sons, 1911
- William Pitt and the Great War, London: G. Bell and Sons, 1911
- The Personality of Napoleon: The Lowell Lectures for 1912, New York: G.P. Putnam's Sons, 1912, 1930
- Pitt and Napoleon: Essays and Letters, London: C. Belland Sons, 1912
- How the War Came About. London: The Patriotic Publishing Co., 1914
- The Origins of War: Lectures Delivered in the Michaelmas Term, 1914 Cambridge University Press, 1914
- The Origins of the War, 1871–1914, New York: G.P. Putnam's Sons, 1915, Archive
- Germany in the Nineteenth Century: Five Lectures by J. H. Rose, C. H. Herford, E. C. K. Gonner, and M. E. Sadler, with an introductory note by Viscount Haldane,  Manchester University Press, 1915
- Nationality as a Factor in Modern History, London: Rivingtons, 1916
- Nationality in Modern History, New York: Macmillan and Company, 1916
- Why We Carry On, London: T.F. Unwin, 1918
- Naval History and National History: The Inaugural Lecture Delivered to the University of Cambridge on Trafalgar Day, 1919, Cambridge University Press, 1919
- Lord Hood and the Defence of Toulon, University of Cambridge Press, 1922
- The Indecisiveness of Modern War, and Other Essays, Kennikat Press, 1927
- The Mediterranean in the Ancient World, Cambridge University Press, 1933 Archive
- Man and the Sea: Stages in Maritime and Human Progress, W. Hoffer and Sons, 1935,  Archive

Er trug zur Cambridge Modern History, zur Cambridge History of the British Empire (die er ab 1925 mit herausgab) und zur Cambridge History of British Foreign Policy bei.